# Алла прима
Алла при́ма (от итал. alla prima — «в один присест», «с первого разу», «сразу») — разновидность живописной техники (масляной живописи, гуашевой, акриловой, темперной, акварельной), позволяющая выполнить картину за один сеанс (или в два или более сеанса, но по отдельным частям, каждая в один слой). Художник, использующий такую технику, заканчивает изображение до полного высыхания красок, в то время как метод ведения длительной живописной работы предусматривает нанесение красок слой за слоем (лессирование) и ожидание, пока очередной слой высохнет.
Преимуществом данной техники является то, что нивелируются многие проблемы, связанные с применением различных объёмов масел и смол между слоями, поскольку в картине присутствует лишь один слой. Техника укрепилась в живописи с появлением работ импрессионистов, но также применяется в академической живописи для создания предварительных набросков (подмалёвков) картин. Примером могут служить этюды И. Репина к картине «Торжественное заседание Государственного Совета». Одним из первых художников, использовавших технику «алла прима», можно назвать Франса Халса.